# شان رینرت
شان رینرت (انگلیسی: Sean Reinert; ۲۷ مهٔ ۱۹۷۱ – ۲۴ ژانویهٔ ۲۰۲۰) طبل‌زن اهل ایالات متحده آمریکا بود. وی بین سال‌های ۱۹۸۷ تا ۲۰۲۰ میلادی فعالیت می‌کرد.